# تایوژنی (استان آمور)
تایوژنی (به لاتین: Tayozhny) یک منطقهٔ مسکونی در روسیه است که در استان آمور واقع شده‌است.